# Ministerio del Interior y Administración de Polonia
El Ministerio del Interior y Administración (en polaco: Ministerstwo Spraw Wewnętrznych i Administracji) es un departamento ministerial del gobierno de Polonia encargado de la seguridad y de la administración pública del país. Fue creado en 1996, pero pasados algunos años y tras las elecciones parlamentarias de 2011 se transformó de nuevo en dos ministerios: Ministerio del Interior y Ministerio de Administración y Digitalización. Fue recreado a finales de 2015.

## Historia
El ministerio fue fundado en 1918 como Ministerstwo Spraw Wewnętrznych (Ministerio del Interior). Durante una reforma del gobierno polaco en 1996, la rama administrativa se fusionó con el Ministerio y pasó a llamarse Ministerio del Interior y Administración (24 de diciembre). El gobierno polaco o Consejo de Ministros de Polonia es un gabinete compuesto por 16 ministerios. Entre sus competencias, el Ministerio del Interior y Administración es responsable de la seguridad interior (delictivos o catástrofes naturales) y controla las principales fuerzas policiales como la Policía Nacional Polaca, la Guardia Fronteriza Polaca (Straż Graniczna), Protección y Defensa Civil, el Servicio Estatal de Bomberos (Państwowa Straż Pożarna), los servicios de búsqueda y rescate y los servicios de ambulancia. Además la concesión de documentos de identidad ( pasaportes polacos, documentos de identidad ) y permisos de conducción a través de la red de voivodatos, las relaciones entre el gobierno central y los gobiernos locales, la organización de las elecciones políticas, a nivel nacional y de voivodato,  la regulación de la inmigración. 
La sede del Ministerio está ubicada en la calle Stefan Batory, al sur del centro de la ciudad de Varsovia y en el distrito gubernamental que rodea al Palacio Belwederski. Se podría hacer referencia al Ministerio por sus siglas 'MSWiA'. El último ministro del Interior y de Administración antes de su división en 2011 fue Jerzy Miller.

## Ministros

#### Segunda República (1918–1939)
| Ministro                       | Ministro                       | Periodo                        | Periodo                        | Partido                        | Primer ministro                |                                |
| Ministerio de Asuntos Internos | Ministerio de Asuntos Internos | Ministerio de Asuntos Internos | Ministerio de Asuntos Internos | Ministerio de Asuntos Internos | Ministerio de Asuntos Internos | Ministerio de Asuntos Internos |
| ------------------------------ | ------------------------------ | ------------------------------ | ------------------------------ | ------------------------------ | ------------------------------ | ------------------------------ |
|                                | Stanisław Thugutt              | 17 de noviembre de 1918        | 16 de enero de 1919            | PSL "Wyzwolenie"               | Jędrzej Moraczewski            |                                |
|                                | Stanisław Wojciechowski        | 16 de enero de 1919            | 9 de junio de 1920             | Independiente                  | Ignacy Paderewski              |                                |
| Leopold Skulski                | Stanisław Wojciechowski        | 16 de enero de 1919            | 9 de junio de 1920             | Independiente                  |                                |                                |
|                                | Józef Kuczyński                | 23 de junio de 1920            | 24 de julio de 1920            | Independiente                  | Władysław Grabski              |                                |
|                                | Leopold Skulski                | 24 de julio de 1920            | 28 de junio de 1921            | Unión Popular                  | Wincenty Witos                 |                                |
|                                | Władysław Raczkiewicz          | 28 de junio de 1921            | 13 de septiembre de 1921       | Independiente                  | Wincenty Witos                 |                                |
|                                | Stanisław Downarowicz          | 19 de septiembre de 1921       | 5 de marzo de 1922             | Independiente                  | Antoni Ponikowski              |                                |
|                                | Antoni Kamieński               | 10 de marzo de 1922            | 11 de diciembre de 1922        | Independiente                  | Antoni Ponikowski              |                                |
| Artur Śliwiński                | Antoni Kamieński               | 10 de marzo de 1922            | 11 de diciembre de 1922        | Independiente                  |                                |                                |
| Julian Nowak                   | Antoni Kamieński               | 10 de marzo de 1922            | 11 de diciembre de 1922        | Independiente                  |                                |                                |
|                                | Ludwik Darowski                | 11 de diciembre de 1922        | 14 de diciembre de 1922        | Independiente                  |                                |                                |
|                                | Władysław Sikorski             | 16 de diciembre de 1922        | 26 de mayo de 1923             | Independiente                  | Himself                        |                                |
|                                | Władysław Kiernik              | 28 de mayo de 1923             | 15 de diciembre de 1923        | PSL "Piast"                    | Wincenty Witos                 |                                |
|                                | Władysław Sołtan               | 19 de diciembre de 1923        | 21 de marzo de 1924            | Independiente                  | Władysław Grabski              |                                |
|                                | Zygmunt Hübner                 | 21 de marzo de 1924            | 17 de noviembre de 1924        | Independiente                  | Władysław Grabski              |                                |
|                                | Cyryl Ratajski                 | 17 de noviembre de 1924        | 14 de junio de 1925            | ?                              | Władysław Grabski              |                                |
|                                | Władysław Raczkiewicz          | 14 de junio de 1925            | 5 de mayo de 1926              | Independiente                  | Władysław Grabski              |                                |
| Aleksander Skrzyński           | Władysław Raczkiewicz          | 14 de junio de 1925            | 5 de mayo de 1926              | Independiente                  |                                |                                |
|                                | Stefan Smólski                 | 10 de mayo de 1926             | 15 de mayo de 1926             | Partido Demócrata Cristiano    | Wincenty Witos                 |                                |
|                                | Kazimierz Młodzianowski        | 15 de mayo de 1926             | 30 de septiembre de 1926       | Independiente                  | Kazimierz Bartel               |                                |
|                                | Felicjan Sławoj Składkowski    | 2 de octubre de 1926           | 7 de diciembre de 1929         | Independiente                  | Józef Piłsudski                |                                |
| Kazimierz Bartel               | Felicjan Sławoj Składkowski    | 2 de octubre de 1926           | 7 de diciembre de 1929         | Independiente                  |                                |                                |
| Kazimierz Świtalski            | Felicjan Sławoj Składkowski    | 2 de octubre de 1926           | 7 de diciembre de 1929         | Independiente                  |                                |                                |
|                                | Henryk Józewski                | 29 de diciembre de 1929        | 3 de junio de 1930             | Independiente                  | Kazimierz Bartel               |                                |
| Walery Sławek                  | Henryk Józewski                | 29 de diciembre de 1929        | 3 de junio de 1930             | Independiente                  |                                |                                |
|                                | Felicjan Sławoj Składkowski    | 3 de junio de 1930             | 22 de junio de 1931            | Independiente                  |                                |                                |
| Józef Piłsudski                | Felicjan Sławoj Składkowski    | 3 de junio de 1930             | 22 de junio de 1931            | Independiente                  |                                |                                |
| Walery Sławek                  | Felicjan Sławoj Składkowski    | 3 de junio de 1930             | 22 de junio de 1931            | Independiente                  |                                |                                |
| Aleksander Prystor             | Felicjan Sławoj Składkowski    | 3 de junio de 1930             | 22 de junio de 1931            | Independiente                  |                                |                                |
|                                | Bronisław Pieracki             | 22 de junio de 1931            | 15 de junio de 1934            | Independiente                  |                                |                                |
| Janusz Jędrzejewicz            | Bronisław Pieracki             | 22 de junio de 1931            | 15 de junio de 1934            | Independiente                  |                                |                                |
| Leon Kozłowski                 | Bronisław Pieracki             | 22 de junio de 1931            | 15 de junio de 1934            | Independiente                  |                                |                                |
|                                | Leon Kozłowski                 | 16 de junio de 1934            | 28 de junio de 1934            | Independiente (BBWR)           |                                |                                |
|                                | Marian Zyndram-Kościałkowski   | 28 de junio de 1934            | 12 de octubre de 1935          | Independiente (BBWR)           |                                |                                |
| Walery Sławek                  | Marian Zyndram-Kościałkowski   | 28 de junio de 1934            | 12 de octubre de 1935          | Independiente (BBWR)           |                                |                                |
|                                | Władysław Raczkiewicz          | 13 de octubre de 1935          | 15 de mayo de 1936             | Independiente (BBWR)           | Marian Zyndram-Kościałkowski   |                                |
|                                | Felicjan Sławoj Składkowski    | 16 de mayo de 1936             | 30 de septiembre de 1939       | Independiente                  | Himself                        |                                |

#### Etapa comunista (1944–1989)
| Ministro                        | Ministro                        | Periodo                         | Periodo                         | Partido                         | Primer ministro                 |                                 |
| Ministerio de Seguridad Pública | Ministerio de Seguridad Pública | Ministerio de Seguridad Pública | Ministerio de Seguridad Pública | Ministerio de Seguridad Pública | Ministerio de Seguridad Pública | Ministerio de Seguridad Pública |
| ------------------------------- | ------------------------------- | ------------------------------- | ------------------------------- | ------------------------------- | ------------------------------- | ------------------------------- |
|                                 | Stanisław Radkiewicz            | 21 de julio de 1944             | 7 de diciembre de 1954          | Partido Unido del Trabajo       | Osóbka-Morawski                 |                                 |
| Cyrankiewicz                    | Stanisław Radkiewicz            | 21 de julio de 1944             | 7 de diciembre de 1954          | Partido Unido del Trabajo       |                                 |                                 |
| Bierut                          | Stanisław Radkiewicz            | 21 de julio de 1944             | 7 de diciembre de 1954          | Partido Unido del Trabajo       |                                 |                                 |
| Cyrankiewicz                    | Stanisław Radkiewicz            | 21 de julio de 1944             | 7 de diciembre de 1954          | Partido Unido del Trabajo       |                                 |                                 |
| Ministerio de Asuntos Internos  |                                 |                                 |                                 |                                 |                                 |                                 |
|                                 | Władysław Wicha                 | 7 de diciembre de 1954          | 12 de diciembre de 1964         | Partido Unido del Trabajo       | Cyrankiewicz                    |                                 |
|                                 | Mieczysław Moczar               | 12 de diciembre de 1964         | 15 de julio de 1968             | Partido Unido del Trabajo       | Cyrankiewicz                    |                                 |
|                                 | Kazimierz Świtała               | 15 de julio de 1968             | 13 de febrero de 1971           | Partido Unido del Trabajo       | Cyrankiewicz                    |                                 |
| Jaroszewicz                     | Kazimierz Świtała               | 15 de julio de 1968             | 13 de febrero de 1971           | Partido Unido del Trabajo       |                                 |                                 |
|                                 | Franciszek Szlachcic            | 13 de febrero de 1971           | 22 de diciembre de 1971         | Partido Unido del Trabajo       |                                 |                                 |
|                                 | Wiesław Ociepka                 | 22 de diciembre de 1971         | 28 de febrero de 1973           | Partido Unido del Trabajo       |                                 |                                 |
|                                 | Stanisław Kowalczyk             | 22 de marzo de 1973             | 8 de octubre de 1980            | Partido Unido del Trabajo       |                                 |                                 |
| Babiuch                         | Stanisław Kowalczyk             | 22 de marzo de 1973             | 8 de octubre de 1980            | Partido Unido del Trabajo       |                                 |                                 |
| Pińkowski                       | Stanisław Kowalczyk             | 22 de marzo de 1973             | 8 de octubre de 1980            | Partido Unido del Trabajo       |                                 |                                 |
| Pińkowski                       | Stanisław Kowalczyk             | 22 de marzo de 1973             | 8 de octubre de 1980            | Partido Unido del Trabajo       |                                 |                                 |
|                                 | Mirosław Milewski               | 8 de octubre de 1980            | 31 de julio de 1981             | Partido Unido del Trabajo       |                                 |                                 |
| Wojciech Jaruzelski             | Mirosław Milewski               | 8 de octubre de 1980            | 31 de julio de 1981             | Partido Unido del Trabajo       |                                 |                                 |
|                                 | Czesław Kiszczak                | 31 de julio de 1981             | 6 de julio de 1990              | Partido Unido del Trabajo       |                                 |                                 |
| Zbigniew Messner                | Czesław Kiszczak                | 31 de julio de 1981             | 6 de julio de 1990              | Partido Unido del Trabajo       |                                 |                                 |
| Mieczysław Rakowski             | Czesław Kiszczak                | 31 de julio de 1981             | 6 de julio de 1990              | Partido Unido del Trabajo       |                                 |                                 |
| Himself                         | Czesław Kiszczak                | 31 de julio de 1981             | 6 de julio de 1990              | Partido Unido del Trabajo       |                                 |                                 |
| Tadeusz Mazowiecki              | Czesław Kiszczak                | 31 de julio de 1981             | 6 de julio de 1990              | Partido Unido del Trabajo       |                                 |                                 |

#### República de Polonia (desde 1989)
| Ministro                                 | Ministro               | Periodo                  | Periodo                  | Partido                          | Gobierno                |
| Ministro del Interior                    | Ministro del Interior  | Ministro del Interior    | Ministro del Interior    | Ministro del Interior            | Ministro del Interior   |
| ---------------------------------------- | ---------------------- | ------------------------ | ------------------------ | -------------------------------- | ----------------------- |
|                                          | Krzysztof Kozłowski    | 6 de julio de 1990       | 12 de enero de 1991      | Unión Democrática                | Mazowiecki              |
|                                          | Henryk Majewski        | 12 de enero de 1991      | 23 de diciembre de 1991  | Independiente                    | Jan Krzysztof Bielecki  |
|                                          | Antoni Macierewicz     | 23 de diciembre de 1991  | 20 de junio de 1992      | Unión Nacional Cristiana         | Olszewski               |
|                                          | Andrzej Milczanowski   | 11 de julio de 1992      | 22 de diciembre de 1995  | Independiente                    | Hanna Suchocka          |
| Waldemar Pawlak                          | Andrzej Milczanowski   | 11 de julio de 1992      | 22 de diciembre de 1995  | Independiente                    |                         |
| Józef Oleksy                             | Andrzej Milczanowski   | 11 de julio de 1992      | 22 de diciembre de 1995  | Independiente                    |                         |
|                                          | Jerzy Konieczny        | 29 de diciembre de 1995  | 7 de febrero de 1996     | Independiente                    |                         |
|                                          | Zbigniew Siemiątkowski | 7 de febrero de 1996     | 31 de diciembre de 1996  | Alianza Democrática de Izquierda | Włodzimierz Cimoszewicz |
| Ministerio del Interior y Administración |                        |                          |                          |                                  |                         |
|                                          | Leszek Miller          | 1 de enero de 1997       | 31 de octubre de 1997    | Alianza Democrática de Izquierda | Włodzimierz Cimoszewicz |
|                                          | Janusz Tomaszewski     | 31 de octubre de 1997    | 3 de septiembre de 1999  | Movimiento Social                | Jerzy Buzek             |
|                                          | Marek Biernacki        | 7 de octubre de 1999     | 19 de octubre de 2001    | Movimiento Social                | Jerzy Buzek             |
|                                          | Krzysztof Janik        | 19 de octubre de 2001    | 21 de enero de 2004      | Alianza Democrática de Izquierda | Leszek Miller           |
|                                          | Józef Oleksy           | 21 de enero de 2004      | 21 de abril de 2004      | Alianza Democrática de Izquierda | Leszek Miller           |
|                                          | Jerzy Szmajdziński     | 21 de abril de 2004      | 2 de mayo de 2004        | Alianza Democrática de Izquierda | Leszek Miller           |
|                                          | Ryszard Kalisz         | 2 de mayo de 2004        | 31 de octubre de 2005    | Alianza Democrática de Izquierda | Belka I                 |
| Belka II                                 | Ryszard Kalisz         | 2 de mayo de 2004        | 31 de octubre de 2005    | Alianza Democrática de Izquierda |                         |
|                                          | Ludwik Dorn            | 31 de octubre de 2005    | 7 de febrero de 2007     | Ley y Justicia                   | Marcinkiewicz           |
| Kaczyński                                | Ludwik Dorn            | 31 de octubre de 2005    | 7 de febrero de 2007     | Ley y Justicia                   |                         |
|                                          | Janusz Kaczmarek       | 8 de febrero de 2007     | 7 de agosto de 2007      | Independiente                    |                         |
|                                          | Władysław Stasiak      | 8 de agosto de 2007      | 16 de noviembre de 2007  | Independiente                    |                         |
|                                          | Grzegorz Schetyna      | 16 de noviembre de 2007  | 13 de octubre de 2009    | Plataforma Cívica                | Tusk I                  |
|                                          | Jerzy Miller           | 14 de octubre de 2009    | 18 de noviembre de 2011  | Independiente                    | Tusk I                  |
| Ministerio del Interior                  |                        |                          |                          |                                  |                         |
|                                          | Jacek Cichocki         | 18 de noviembre de 2011  | 25 de febrero de 2013    | Independiente                    | Tusk II                 |
|                                          | Bartłomiej Sienkiewicz | 25 de febrero de 2013    | 22 de septiembre de 2014 | Independiente                    | Tusk II                 |
|                                          | Teresa Piotrowska      | 22 de septiembre de 2014 | 16 de noviembre de 2015  | Plataforma Cívica                | Kopacz                  |
| Ministerio del Interior y Administración |                        |                          |                          |                                  |                         |
|                                          | Mariusz Błaszczak      | 16 de noviembre de 2015  | 9 de enero de 2018       | Ley y Justicia                   | Szydło                  |
| Morawiecki I                             | Mariusz Błaszczak      | 16 de noviembre de 2015  | 9 de enero de 2018       | Ley y Justicia                   |                         |
|                                          | Joachim Brudziński     | 9 de enero de 2018       | 4 de junio de 2019       | Ley y Justicia                   |                         |
|                                          | Elżbieta Witek         | 4 de junio de 2019       | 9 de agosto de 2019      | Ley y Justicia                   |                         |
|                                          | Mariusz Kamiński       | 9 de agosto de 2019      | 27 de noviembre de 2023  | Ley y Justicia                   |                         |
| Morawiecki II                            | Mariusz Kamiński       | 9 de agosto de 2019      | 27 de noviembre de 2023  | Ley y Justicia                   |                         |
|                                          | Paweł Szefernaker      | 27 de noviembre de 2023  | 13 de diciembre de 2023  | Ley y Justicia                   | Morawiecki III          |
|                                          | Marcin Kierwiński      | 13 de diciembre de 2023  | 13 de mayo de 2024       | Plataforma Cívica                | Tusk III                |
|                                          | Tomasz Siemoniak       | 13 de mayo de 2024       | -                        | Plataforma Cívica                | Tusk III                |